# Governo Grindeanu
Il governo Grindeanu è stato il ventesimo esecutivo della Repubblica di Romania dopo la rivoluzione romena del 1989, il primo dell'VIII legislatura.

## Cronologia del mandato

### Incarico
In seguito alla netta vittoria alle elezioni legislative rumene del dicembre 2016, il Partito Social Democratico (PSD) diede il via alle consultazioni interne per la scelta del primo ministro da proporre al presidente della repubblica Klaus Iohannis per la nomina del successore di Dacian Cioloș.
Poiché l'art.2 della legge 90/2001 vietava ai condannati in via definitiva per reati penali di far parte di un governo, il partito non poté proporre il segretario nazionale Liviu Dragnea, a causa della condanna per frode elettorale inflitta nei suoi confronti nell'aprile del 2016, riferita a irregolarità avvenute in occasione del referendum del 2012.
Il 21 dicembre il partito propose la nomina dell'economista musulmana Sevil Shhaideh, ma questa fu rifiutata da Iohannis il 27 dicembre.
Fu sottoposta al vaglio presidenziale, quindi, la candidatura del quarantatreenne ex ministro delle comunicazioni del governo Ponta IV, già presidente del consiglio del distretto di Timiș, Sorin Grindeanu. Il 30 dicembre Iohannis confermò l'incarico, invitando il premier designato a formare la squadra di governo. Il 3 gennaio 2017 il segretario del PSD Liviu Dragnea annunciò la composizione del gabinetto, formato da 26 ministri (di cui 8 donne). Il nuovo governo ottenne il voto di fiducia del parlamento il 4 gennaio 2017 con 295 voti a favore e 133 voti contrari, con ben 61 preferenze in più rispetto a quelle richieste per l'investitura, grazie al voto favorevole, oltre che della maggioranza PSD-ALDE, anche dei parlamentari dell'Unione Democratica Magiara di Romania e delle altre minoranze. Il governo prestò giuramento nella stessa sera del 4 gennaio.

#### Critiche alle nomine della squadra di governo
Nicușor Dan, leader del partito di opposizione Unione Salva Romania (USR), attaccò apertamente la scelta dei ministri, affermando che «Il criterio di selezione non è stato la competenza, bensì l'obbedienza al leader del partito», riferendosi criticamente alla posizione esterna rispetto all'esecutivo, ma politicamente dominante del segretario del PSD Liviu Dragnea.
Un simile indirizzo fu sostenuto anche dal presidente della repubblica Klaus Iohannis che, a margine della cerimonia di investitura del governo, rivolse a Dragnea una critica ironica relativa alla presunta mancanza di preparazione dei membri del consiglio dei ministri: «Signor presidente Dragnea, abbiamo scoperto grazie alla tv che Lei è l'unico che conosce nel dettaglio il programma di governo. La prego di spiegarlo anche ai ministri».

### Proteste contro l'ordinanza di modifica al codice penale
Nel gennaio 2017, il governo fece sapere di essere sul punto di emanare due ordinanze d'urgenza finalizzate a risolvere il problema del sovraffollamento carcerario:
- un provvedimento di grazia per condanne fino a 5 anni
- una modifica al codice penale che depenalizzava il reato di abuso d'ufficio per reati che implicavano somme inferiori ai 200.000 lei (circa 50.000 €)

Tali misure scatenarono le critiche delle opposizioni e dell'opinione pubblica, con manifestazioni spontanee di protesta che si verificarono in tutto il paese già dalla sera del 18 gennaio. Il 22 gennaio lo stesso presidente della repubblica Iohannis partecipò alle manifestazioni, associando il governo ad «un gruppo di politici con problemi penali che vogliono cambiare la legge, indebolendo lo stato di diritto». Dubbi sul progetto furono ufficialmente espressi anche dalla Commissione europea, dal Consiglio Superiore della Magistratura, dall'Alta corte di cassazione e giustizia e dalla Direzione Nazionale Anticorruzione (DNA) che, nello specifico, considerava ingiustificato il regime d'urgenza delle misure. Il numero di manifestanti crebbe esponenzialmente con il passare dei giorni. Il 29 gennaio 50.000 persone si raccolsero di fronte al palazzo del governo di Piața Victoriei a Bucarest.

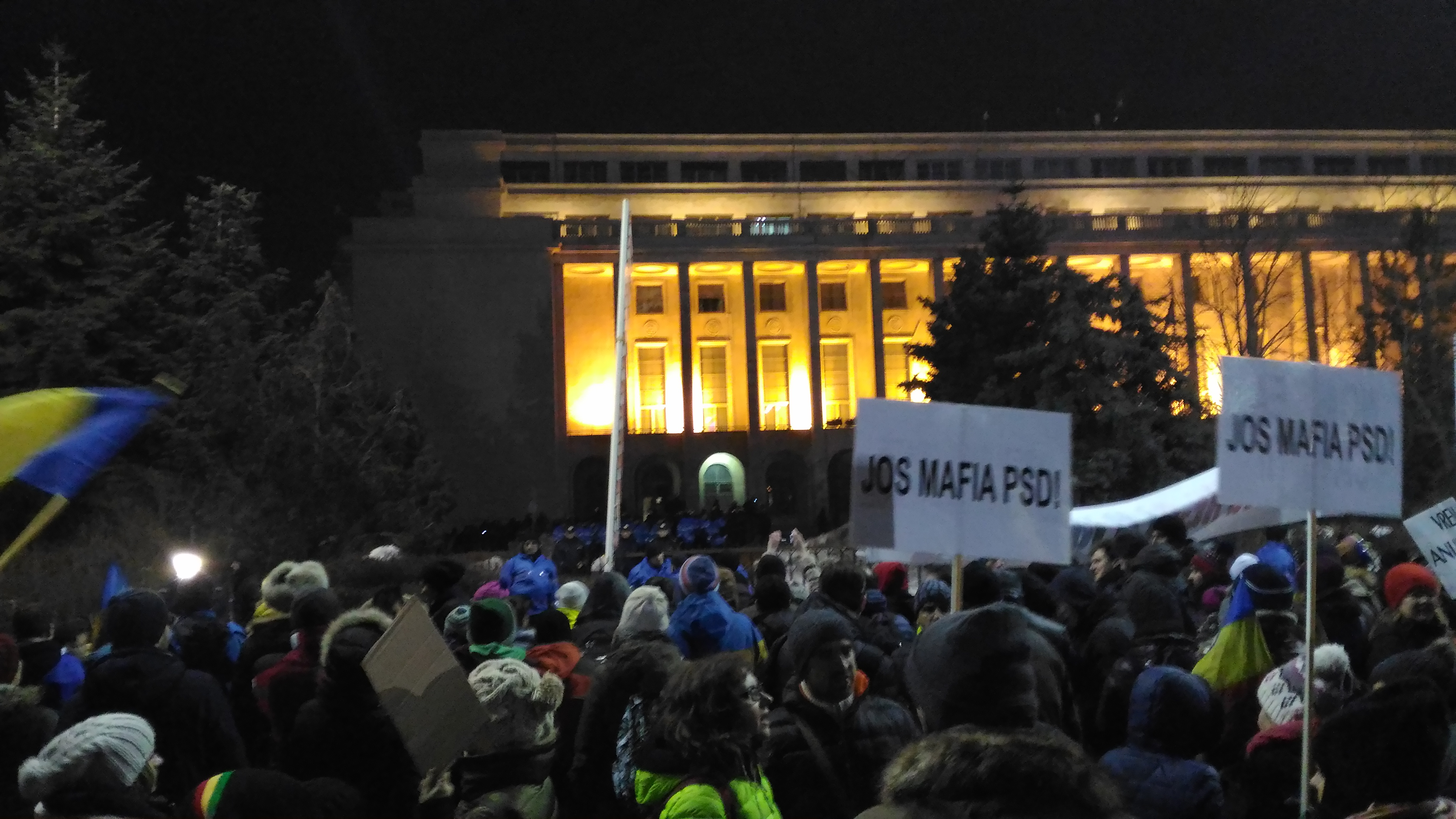
Le proteste del 2 febbraio 2017 di fronte al palazzo del governo

Il 31 gennaio il governo, per voce del ministro della giustizia Florin Iordache, fece sapere di aver pubblicato in seduta serale l'ordinanza d'urgenza relativa alla modifica del codice penale che poneva a 200.000 lei la soglia economica oltre la quale era possibile procedere penalmente contro un indagato (Ordinanza d'urgenza n. 13 per la modifica e l'integrazione della Legge 286/2009 riguardante il codice penale e la Legge 135/2010 riguardante il codice di procedura penale). L'adozione della misura fece crescere l'intensità delle proteste contro il governo. Il 1º febbraio furono rilevati oltre 250.000 partecipanti in tutta la Romania, 100.000 nella sola Bucarest, dove si registrarono scontri con le forze dell'ordine.
Sempre nella giornata del 1º febbraio, la DNA avviò un'inchiesta penale per verificare la sussistenza di reati finalizzati a favorire determinate figure politiche tramite l'ordinanza, mentre l'8 febbraio il presidente del senato Călin Popescu Tăriceanu (ALDE) presentò un esposto alla Corte costituzionale contro tale inchiesta.
I manifestanti chiedevano il ritiro dell'ordinanza in quanto questa avrebbe favorito la corruzione e aiutato il presidente del PSD Liviu Dragnea ad evitare l'incriminazione in ulteriori inchieste in cui figurava come indagato, "con lo scopo neppure nascosto di riabilitare Dragnea a guidare il governo". Parimenti, le ambasciate di Belgio, Canada, Francia, Germania, Paesi Bassi e Stati Uniti si dichiararono preoccupate dai potenziali effetti del provvedimento sulla lotta alla corruzione. Deputati e senatori di USR e PNL inscenarono una protesta all'interno del parlamento e annunciarono il ricorso ad una mozione di sfiducia nei confronti del governo (poi respinta dal parlamento nella seduta dell'8 febbraio). I membri dell'USR, nello specifico, furono protagonisti di un sit-in che si protrasse per diversi giorni, con l'intenzione di rimanere all'interno della sala del parlamento fino a che l'ordinanza non fosse stata ritirata. Il 2 febbraio, durante una conferenza stampa congiunta, Dragnea e Grindeanu confermarono che l'esecutivo non avrebbe fatto passi indietro. Nella stessa giornata il ministro per gli affari, il commercio e le piccole imprese Florin Jianu, in polemica con il governo per la decisione di portare avanti il progetto nonostante le proteste, rassegnò le proprie dimissioni ad appena un mese dall'incarico.

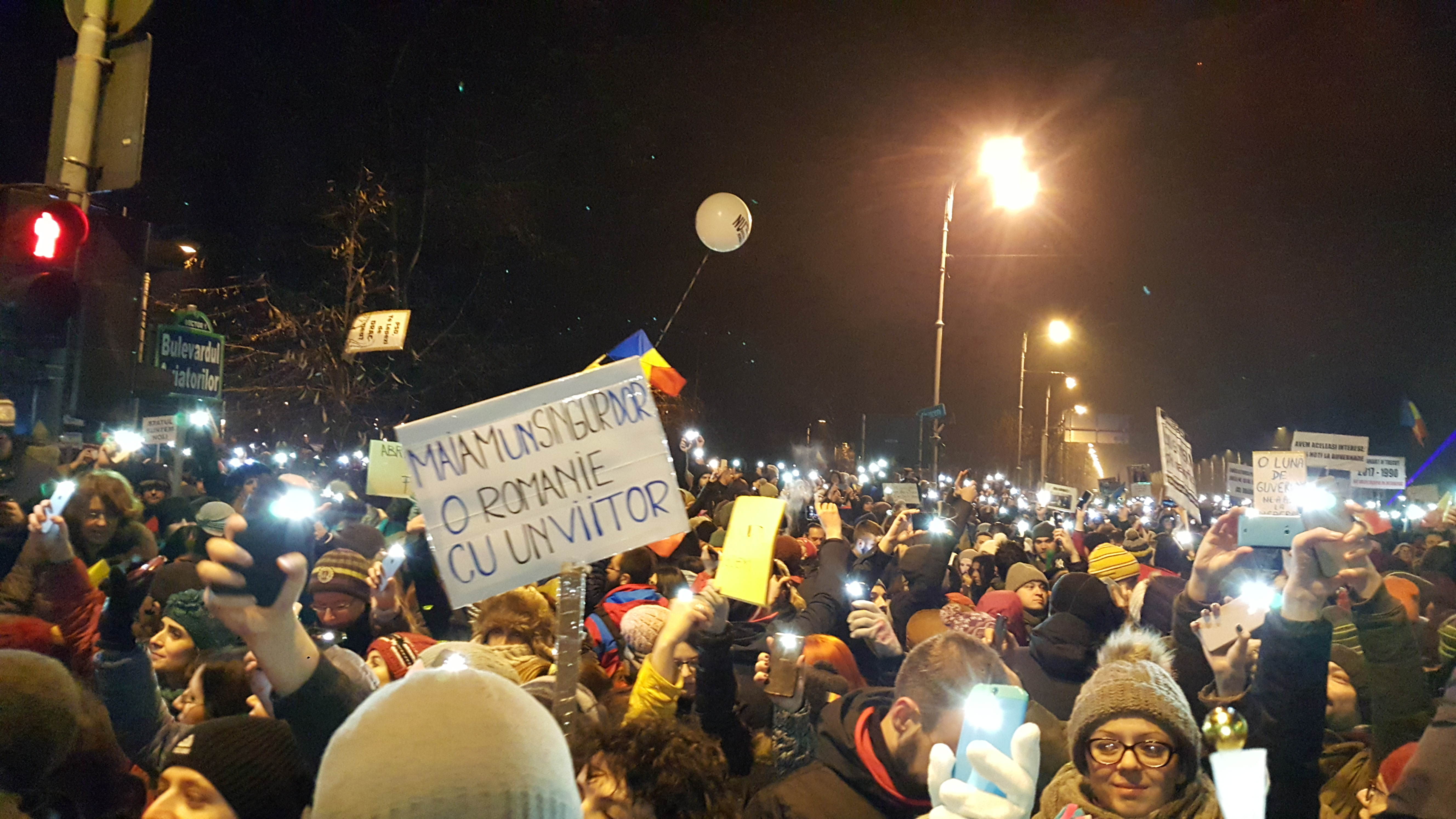
Il 5 febbraio 280.000 persone parteciparono alle proteste in Piața Victoriei a Bucarest

I manifestanti continuarono a riunirsi ad oltranza tutte le sere di fronte alla sede dell'esecutivo richiedendo il ritiro dell'ordinanza. Si trattò per numero di partecipanti della più grande manifestazione della Romania contemporanea dai tempi della rivoluzione del 1989. Pressato dalle proteste di piazza, dalle critiche della presidenza della repubblica e dell'opinione pubblica internazionale, il 4 febbraio Grindeanu annunciò un'apertura: «Non voglio dividere il Paese, la Romania non può essere divisa in due». Il 5 febbraio il governo comunicò ufficialmente il ritiro dell'ordinanza, ma le proteste contro il governo in nome di un maggior senso di responsabilità della classe politica proseguirono anche nei giorni seguenti. Per reazione, il 7 febbraio i sostenitori di Grindeanu misero in piedi una contromanifestazione, cui presero parte circa 2.500 persone, di fronte al Palazzo Cotroceni, residenza del presidente della repubblica, chiedendo le dimissioni di Iohannis.
Il 9 febbraio il ministro della giustizia Florin Iordache, in aperta critica con i dimostranti che lo ritenevano tra i responsabili dell'elaborazione dell'ordinanza, prese la decisione di rassegnare le proprie dimissioni, dichiarando «Tutte le iniziative intraprese sono legali e costituzionali, ma per l'opinione pubblica ciò non è stato sufficiente». L'incarico fu assunto ad interim dal ministro degli affari europei Ana Birchall.
Nonostante il protrarsi delle proteste ancora negli ultimi giorni di febbraio, il 21 febbraio 2017 la camera dei deputati cercò di mettere fine alla polemica, respingendo definitivamente l'ordinanza 13/2017 e votando a favore dell'ordinanza 14/2017 (che abrogava l'ordinanza 13/2017).
Il 27 febbraio la Corte costituzionale si espresse favorevolmente al riguardo del ricorso presentato da Tăriceanu contro l'inchiesta avviata dalla DNA sull'OUG 13. Il presidente della corte Valer Dorneanu dichiarò che la DNA aveva oltrepassato le proprie competenze e calpestato il diritto del governo a legiferare, causando un conflitto giuridico di ordine costituzionale. Nelle motivazioni, pubblicate il 10 marzo, la corte precisò che solo la corte costituzionale poteva effettuare dei controlli sulle ordinanze emanate dal governo, poiché nessun'altra autorità pubblica aveva competenza su tale dominio. I giudici, quindi, sostennero che i procuratori della DNA potevano avviare inchieste solamente su fatti di corruzione commessi dai membri del governo, ma non sull'elaborazione di atti normativi.

### Rimpasto del febbraio 2017 e scontri interni all'ALDE
Come conseguenza alle dimissioni avvenute in seno al consiglio dei ministri, il 23 febbraio 2017 Grindeanu apportò alcune modifiche alla squadra di governo:
- Alexandru Petrescu, attuale ministro dell'economia, fu spostato al ministero del commercio e le piccole imprese (in sostituzione del dimissionario Florin Jianu)
- Tudorel Toader, ex giudice della Corte costituzionale della Romania[39], andò al ministero della giustizia (in sostituzione del dimissionario Florin Iordache)
- Mihai Tudose, già ministro dell'economia sotto il governo Ponta IV[40], andò al ministero dell'economia (in sostituzione di Alexandru Petrescu, spostato alle piccole imprese)
- Rovana Plumb, già ministro dell'ambiente e del lavoro sotto i governi Ponta II, Ponta III e Ponta IV, nonché presidente ad interim del PSD prima dell'elezione di Liviu Dragnea, fu nominata ministro dei fondi europei (in sostituzione di Mihaela Toader, sollevata dalla funzione a poco più di un mese dall'incarico)

Sul finire di marzo 2017 l'ALDE, alleato di governo del PSD, stabilì di indire un congresso straordinario per la revisione del proprio statuto e l'elezione di un singolo presidente di partito. La decisione fu contestata duramente dal co-presidente Daniel Constantin, che minacciò di appellarsi alla giustizia amministrativa contro il maggior promotore del congresso, l'altro co-presidente Călin Popescu Tăriceanu. Il conflitto sulla leadership interna del gruppo ebbe il suo epilogo nella giornata del 26 marzo, quando l'ufficio centrale dell'ALDE votò a favore della mozione proposta da Andrei Gerea, riguardante il ritiro del sostegno politico a Constantin, che fu costretto alle dimissioni da ministro. Al suo posto fu indicata Grațiela Gavrilescu, allora ministro con delega ai rapporti con il parlamento, che in tale funzione fu sostituita da Viorel Ilie. Al congresso dell'ALDE del 21 aprile 2017, Tăriceanu, apertamente sostenuto anche da Dragnea e unico candidato alla presidenza, fu nominato nuovo leader del partito.

### La sfiducia
Con il passare dei mesi, nonostante le smentite da parte dei diretti interessati, molti osservatori rilevarono la comparsa di una reciproca diffidenza tra il premier Grindeanu e il presidente del PSD Dragnea. La giustificazione di tale tensioni fu in parte attribuita alla decisione di Grindeanu di ritirare l'OUG 13 sulla corruzione, ignorando la volontà di Dragnea. Ad alimentare i contrasti, il 4 giugno il sindaco di Bucarest Gabriela Firea (PSD) rimproverò il premier di non consultarsi adeguatamente con Dragnea per quanto riguardava le questioni di governo. Le alte sfere del PSD, in ogni caso, già da aprile verificarono la possibilità di procedere ad un rimpasto della squadra di governo.
Il 13 giugno il PSD presentò il rapporto sulla valutazione dei ministri sui primi sei mesi di attività, rilevando significativi ritardi sull'attuazione del programma di governo. Dragnea, ritenendo insufficienti i progressi dell'esecutivo (in base a sue dichiarazioni il 60% degli obiettivi non era stato compiuto), chiese a Grindeanu di rassegnare le proprie dimissioni. Il primo ministro rifiutò l'invito, accusando parte del PSD di condurre una campagna contro la sua persona.
Il 14 giugno, per reazione, il PSD comunicò il ritiro dell'appoggio politico al primo ministro e tutti i ministri presentarono le proprie dimissioni, in linea con le indicazioni del partito. Vista la crisi politica in atto, Dragnea e Tăriceanu comunicarono alla stampa di aspettarsi le dimissioni del premier e di essere alla ricerca del suo sostituto. Grindeanu, tuttavia, rispose che non avrebbe lasciato la posizione e attaccò pesantemente Dragnea, invitandolo a rinunciare al suo ruolo:
(Sorin Grindeanu)
Contestualmente il premier, in cerca di alleati, allontanandosi da Dragnea si avvicinò all'ex primo ministro Victor Ponta, che aveva abbandonato il PSD in marzo per via di seri contrasti con Dragnea. Il 16 giugno Ponta fu nominato da Grindeanu nuovo segretario di stato. Per superare l'impasse il PSD decise di ricorrere alle procedure parlamentari e preparò una mozione di sfiducia contro il premier. Temendo la possibilità che alcuni elementi del partito avrebbero votato a favore del premier, per garantirsi la certezza di una maggioranza in grado di votare la sfiducia (sarebbero stati necessari 233 voti), Dragnea cercò un'alleanza anche con l'UDMR, potenziale partner di un eventuale futuro governo, ma l'accordo fallì per resistenze interne allo stesso PSD.
Il 21 giugno 2017 il parlamento si espresse a favore della sfiducia con 241 voti pro e 10 voti contro, mettendo fine al governo Grindeanu. La mozione passò, oltre che con i voti di PSD e ALDE, anche con quelli di 15 dei 17 membri appartenenti al gruppo delle minoranze etniche il cui capogruppo, Varujan Pambuccian, aveva invitato i propri parlamentari ed esprimere un voto secondo coscienza. Tutti gli altri gruppi di opposizione (PNL, USR, UDMR si PMP) si astennero.
Vista la sconfitta di Grindeanu, il 22 giugno i ministri che il 14 giugno avevano lasciato il governo ritirarono le proprie dimissioni, riassumendo le proprie funzioni in attesa della nomina di un nuovo primo ministro.

## Appoggio parlamentare e composizione
Il governo Grindeanu fu sostenuto dalla coalizione di centro-sinistra formata dal Partito Social Democratico (PSD) e dall'Alleanza dei Liberali e dei Democratici (ALDE). Insieme i due gruppi disponevano di 174 deputati su 329 (pari al 52,9% dei seggi alla camera dei deputati della Romania) e di 76 senatori su 136 (pari al 55,9% dei seggi al senato della Romania).
| Carica | Titolare                                                      | Titolare                                      | Partito      |
| --- | ------------------------------------------------------------- | --------------------------------------------- | ------------ |
| Primo ministro                                                                                             |                                                               | Sorin Grindeanu                               | PSD          |
| Vice Primo ministro; Ministro dello sviluppo regionale, della pubblica amministrazione e dei fondi europei |                                                               | Sevil Shhaideh                                | PSD          |
| Vice Primo Ministro; Ministro dell'ambiente                                                                |                                                               | Daniel Constantin (fino al 3 aprile 2017)     | ALDE         |
| Vice Primo Ministro; Ministro dell'ambiente                                                                | Grațiela Gavrilescu (dal 3 aprile 2017)                       |                                               | ALDE         |
| Ministro dell'economia                                                                                     |                                                               | Alexandru Petrescu (fino al 23 febbraio 2017) | PSD          |
| Ministro dell'economia                                                                                     |                                                               | Mihai Tudose (dal 23 febbraio 2017)           | PSD          |
| Ministro degli affari esteri                                                                               |                                                               | Teodor Meleșcanu                              | ALDE         |
| Ministro degli affari interni                                                                              |                                                               | Carmen Dan                                    | PSD          |
| Ministro dell'agricoltura e dello sviluppo rurale                                                          |                                                               | Petre Daea                                    | PSD          |
| Ministro della difesa nazionale                                                                            |                                                               | Gabriel Leș                                   | PSD          |
| Ministro della cultura e dell'identità nazionale                                                           |                                                               | Ionuț Vulpescu                                | PSD          |
| Ministro dell'educazione nazionale                                                                         |                                                               | Pavel Năstase                                 | Indipendente |
| Ministro della ricerca e l'innovazione                                                                     |                                                               | Șerban Valeca                                 | PSD          |
| Ministro dell'energia                                                                                      |                                                               | Toma Petcu                                    | ALDE         |
| Ministro delle finanze pubbliche                                                                           |                                                               | Viorel Ștefan                                 | PSD          |
| Ministro della Giustizia                                                                                   |                                                               | Florin Iordache (fino al 9 febbraio 2017)     | PSD          |
| Ministro della Giustizia                                                                                   | Ana Birchall (ad interim; dal 9 febbraio al 23 febbraio 2017) |                                               | PSD          |
| Ministro della Giustizia                                                                                   |                                                               | Tudorel Toader (dal 23 febbraio 2017)         | Indipendente |
| Ministro delle acque e delle foreste                                                                       |                                                               | Adriana Petcu                                 | PSD          |
| Ministro del lavoro e della giustizia sociale                                                              |                                                               | Lia Olguța Vasilescu                          | PSD          |
| Ministro delle comunicazioni e della società dell'informazione                                             |                                                               | Augustin Jianu                                | PSD          |
| Ministro della salute                                                                                      |                                                               | Florian Bodog                                 | PSD          |
| Ministro della gioventù e dello sport                                                                      |                                                               | Marius Dunca                                  | PSD          |
| Ministro dei trasporti                                                                                     |                                                               | Răzvan Cuc                                    | PSD          |
| Ministro delle consultazioni pubbliche e del dialogo sociale                                               |                                                               | Gabriel Petrea                                | PSD          |
| Ministro per gli affari, il commercio e le imprese                                                         |                                                               | Florin Jianu (fino al 2 febbraio 2017)        | Indipendente |
| Ministro per gli affari, il commercio e le imprese                                                         |                                                               | Alexandru Petrescu (dal 23 febbraio 2017)     | PSD          |
| Ministro del turismo                                                                                       |                                                               | Mircea Dobre                                  | PSD          |
| Ministro per i romeni nel mondo                                                                            |                                                               | Andreea Păstârnac                             | Indipendente |
| Ministro con delega ai rapporti con il parlamento                                                          |                                                               | Grațiela Gavrilescu (fino al 3 aprile 2017)   | ALDE         |
| Ministro con delega ai rapporti con il parlamento                                                          | Viorel Ilie (dal 3 aprile 2017)                               |                                               | ALDE         |
| Ministro con delega agli affari europei                                                                    |                                                               | Ana Birchall                                  | PSD          |
| Ministro con delega ai fondi europei                                                                       |                                                               | Mihaela Toader (fino al 23 febbraio 2017)     | Indipendente |
| Ministro con delega ai fondi europei                                                                       |                                                               | Rovana Plumb (dal 23 febbraio 2017)           | PSD          |

## Programma di governo
Il programma di governo elaborato prima delle elezioni dal PSD e relativo al periodo 2017-2020 prevedeva tra gli obiettivi:
- Il sostegno di una crescita economica sostenibile ed inclusiva delle fasce meno abbienti con una maggiore redistribuzione della ricchezza
- Miglioramento dei salari dei dipendenti del settore pubblico e dei pensionati[69]
- Un programma di forti investimenti pubblici per infrastrutture, industria e piccole e medie imprese tramite il Fondo sovrano di investimenti e sviluppo
- Una revisione del sistema giudiziario, al fine di ridurre eccessi e abusi da parte della magistratura sui poteri dello stato
- La creazione di 8 nuovi ospedali regionali e uno della repubblica a Bucarest
- Politiche di sviluppo agricolo con supporto ai redditi degli agricoltori
- In politica estera, rafforzare i legami di vicinanza con la Repubblica Moldava

Il programma presentato dal governo, tuttavia, fu fonte di perplessità tra gli osservatori, a causa della sua natura che prevedeva una forte espansione della spesa pubblica. Dubbi furono espressi tanto dal presidente Iohannis, che non credeva nella sostenibilità economica della crescita dei salari e della contemporanea riduzione delle imposte, quanto dal premier uscente Dacian Cioloș che, sulla base del budget a disposizione dello stato, non credeva possibile applicare il programma predisposto da Grindeanu. Lo stesso Iohannis dichiarò pubblicamente di ritenere sovrastimate le previsioni sulla legge di bilancio per il 2017 e averne firmato il decreto di approvazione solamente per evitare un blocco, cogliendo l'occasione per richiamare il governo alla responsabilità.